# Jozef De Graeve
Jozef De Graeve (Gent, 11 juli 1891 – aldaar, 8 augustus 1934) was een Belgisch senator en schrijver.

## Levensloop
De Graeve groeide op in een bescheiden arbeidersgezin, zijn vader was katoenwever en ook lantaarnontsteker. Hij liep de lagere gemeenteschool in de wijk Brugse Poort en mocht daarna nog voor een paar jaar gratis naar een betalende middelbare school. Aanvankelijk fabrieksarbeider, werd hij bediende bij de Socialistische Volksdrukkerij. In 1912 werd hij redacteur bij Het Licht, de Gentse socialistische krantenuitgever.
In 1925 werd hij verkozen tot provincieraadslid van Oost-Vlaanderen en in 1927 tot gemeenteraadslid van Gent.
In 1932 werd hij verkozen tot socialistisch senator voor het arrondissement Gent, maar minder dan twee jaar later overleed hij.
In 1935 wijzigde de socialistische wijkclub Verbroedering (opgericht in 1887) haar naam in Jozef De Graeve.

## Schrijver
De Graeve was auteur van enkele romans, toneelstukken, verhalen, gedichten waarin hij het Gentse arbeidersleven beschreef en de socialistische idealen verheerlijkte.
Hij publiceerde literair werk in het dagblad Vooruit en in tijdschriften zoals De Waarheid, De Gids, Groot Nederland en De jonge socialist, zoals:
- De rede van den Meienkoning (1905),
- Na 'n dag van corvee,
- Klokke Roeland.

Hij schreef toneelstukjes, waarin hij het lijden en de strijd van de arbeiders beschreef, zoals:
- Ouwe dag, dramatische schets uit het volksleven (1911).

Hij publiceerde ook een aantal van zijn gedichten.
In De Jonge Socialist (1912-1914) publiceerde hij o.a. het gedicht Mei en tijdens de Eerste Wereldoorlog bracht hij in het Zondagsblad een aantal gedichten en verhalen, o.m. Sterfgeval.
De hel en hoe ze op aarde kwam (1919) was een soort oorlogsdagboek van de Gentse bevolking. Het werd bekroond door het Instituut Solvay voor Arbeidersopvoeding met de prijs voor Vlaamse oorlogsliteratuur. 
Hij vertaalde ook werk van de Amerikaanse auteur Jack London. 